# Nofertiti

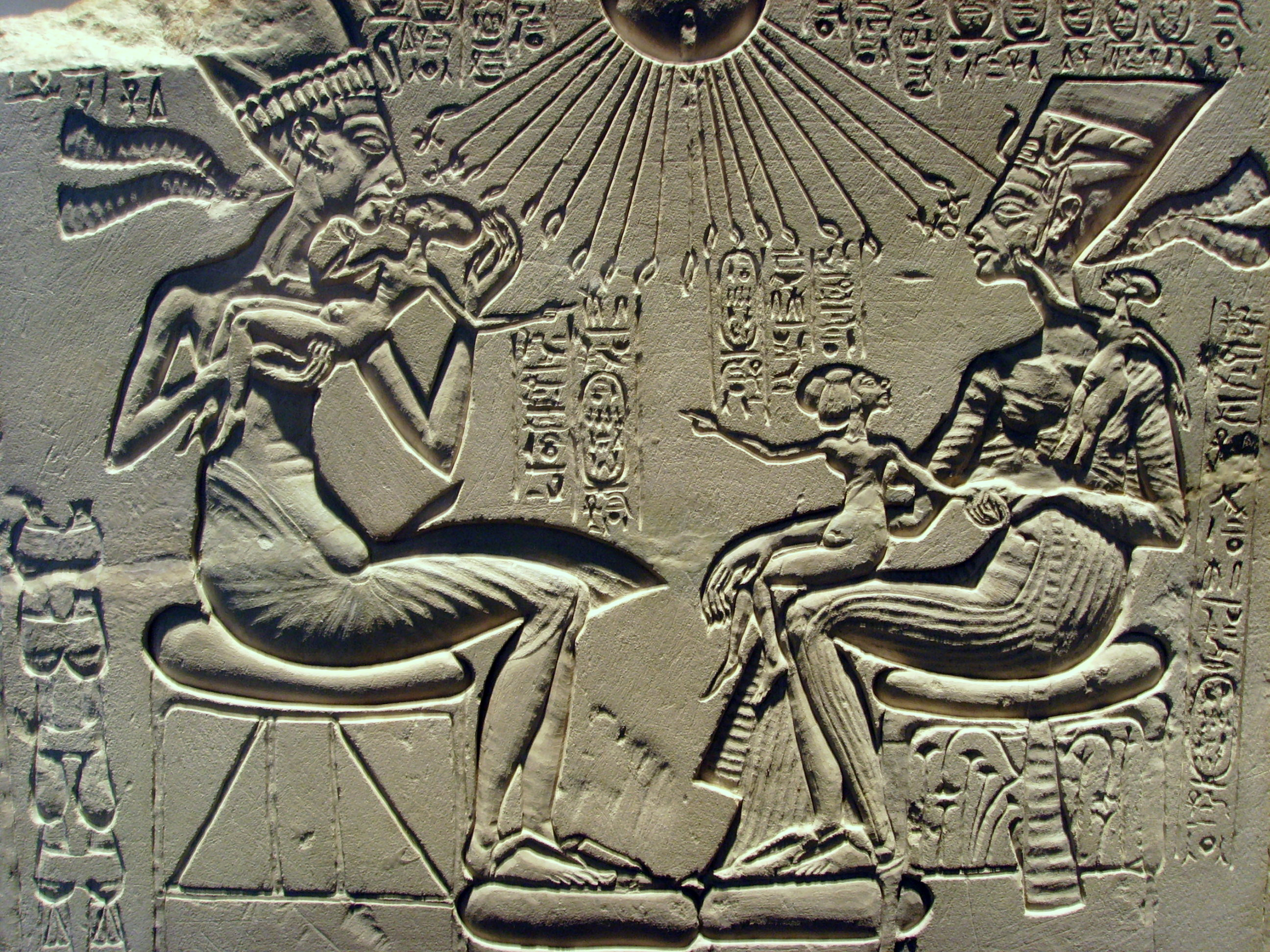
Ehnaton, Nofertiti és három legidősebb lányuk

Nofertiti (Nofernoferuaton; más átírásban Nefertiti, Nofretete; jelentése: „a szépség megérkezett”) ókori egyiptomi királyné a XVIII. dinasztia idején, Ehnaton fáraó felesége. Mellszobra az ókori egyiptomi művészet egyik legismertebb alkotása. Számos rejtély övezi, sem származásáról, sem haláláról nem tudni pontosat; temetkezési helye nem ismert, múmiáját nem sikerült azonosítani. Feltételezték, hogy azonos a Nofernoferuaton vagy a Szemenhkaré nevű társuralkodóval, akik uralkodásának utolsó éveiben álltak Ehnaton mellett, de ezen elméletek ellen is erős bizonyítékok szólnak.

## Származása
Nofertiti családjáról biztosan semmit nem tudunk; mivel nem viselte „a király leánya” vagy „a király nővére” címeket, biztos, hogy nem az egyiptomi királyi családból származott. Korábbi feltételezések Mitanni királya, Tusratta lányával, Tadukhipával azonosították, akit a király III. Amenhotep háremébe küldött, de ez a feltevés mára megdőlt (Tadukhipát már inkább Ehnaton második feleségével, Kiával tartják azonosnak). Gyermekein kívül egyetlen vér szerinti családtagja, akit a feliratok azonosítanak, húga, Mutbenret (korábbi olvasat szerint Mutnedzsmet).
A jelenleg leginkább elterjedt feltételezés szerint Nofertiti Ay, a későbbi fáraó lánya. Ez többek közt azokon a tényeken alapul, hogy Ay viselte az „isteni atya” címet, ami vagy magas papi címet jelentett, vagy a királyi családhoz való szoros kapcsolódást – ezt a címet szintén viselte Ay feltételezett apja, Juja, akinek lánya, Tije III. Amenhotep fáraó főfelesége volt – Ay feleségét, Tejét pedig a feliratokon „a királyné dajkája”-ként említik. A feltételezés szerint Nofertiti Ay egy korábbi házasságából születhetett, és Teje nevelte fel. Amennyiben ez az elmélet igaz, Nofertiti és IV. Amenhotep – a későbbi Ehnaton – első unokatestvérek voltak.

## Házassága és gyermekei
Nofertiti valószínűleg Amenhotep trónra lépése körül ment feleségül az ifjú fáraóhoz, és annak első számú felesége (nagy királyi hitves) lett. Ezt a címet III. Amenhotep és Tije házassága előtt főleg olyanok viselték, akik maguk is hercegnőnek születtek; IV. Amenhotep vagy apja nyomdokaiba lépett, amikor nem hercegnőt vett feleségül, vagy leánytestvérei közt nem volt megfelelő korú (legalább két, de lehet, hogy három nővére korábban már apjukhoz, III. Amenhotephez ment feleségül). Házasságukból fiúgyermek szinte biztosan nem született, vagy ha mégis, akkor nem élte túl a csecsemőkort. Hat leánygyermekük ismert; nevük és feltételezett születési idejük:
- Meritaton (az első uralkodási évben vagy előtte; legkésőbb a 2. évben / i. e. kb. 1354)
- Maketaton (a 3. év körül / i. e. kb. 1353)
- Anheszenpaaton (a 4. vagy 5. évben / i. e. kb. 1351)
- Nofernoferuaton Ta-serit (a 7. év körül / i. e. kb. 1349)
- Nofernoferuré (a 8. évben vagy a 9. év elején / i. e. kb. 1348)
- Szetepenré (a 9. vagy a 10. évben / i. e. kb. 1347)

A 7. uralkodási évben a királyi udvar az Ehnaton által építtetett új fővárosba, Ahet-Atonba költözött. Ekkoriban, már az új városban készülhetett a királyné híres mellszobra egy Thotmesz nevű szobrász műhelyében, és legkisebb három vagy négy gyermekük is itt született. Az ahet-atoni sírokban képek ábrázolják Nofertitit, amint áldozatot mutat be Atonnak, ünnepségeken vesz részt családjával, kitüntetéseket oszt a Megjelenések Ablakából (a palota két részét összekötő, a város főútja fölött átnyúló hídról nyíló ablakból), a királysírban pedig ábrázolják, miközben férjével együtt második lányukat, Maketatont gyászolják, aki a 12. uralkodási évben halt meg, feltehetőleg járványos betegségben vagy gyermekágyban.

## Élete

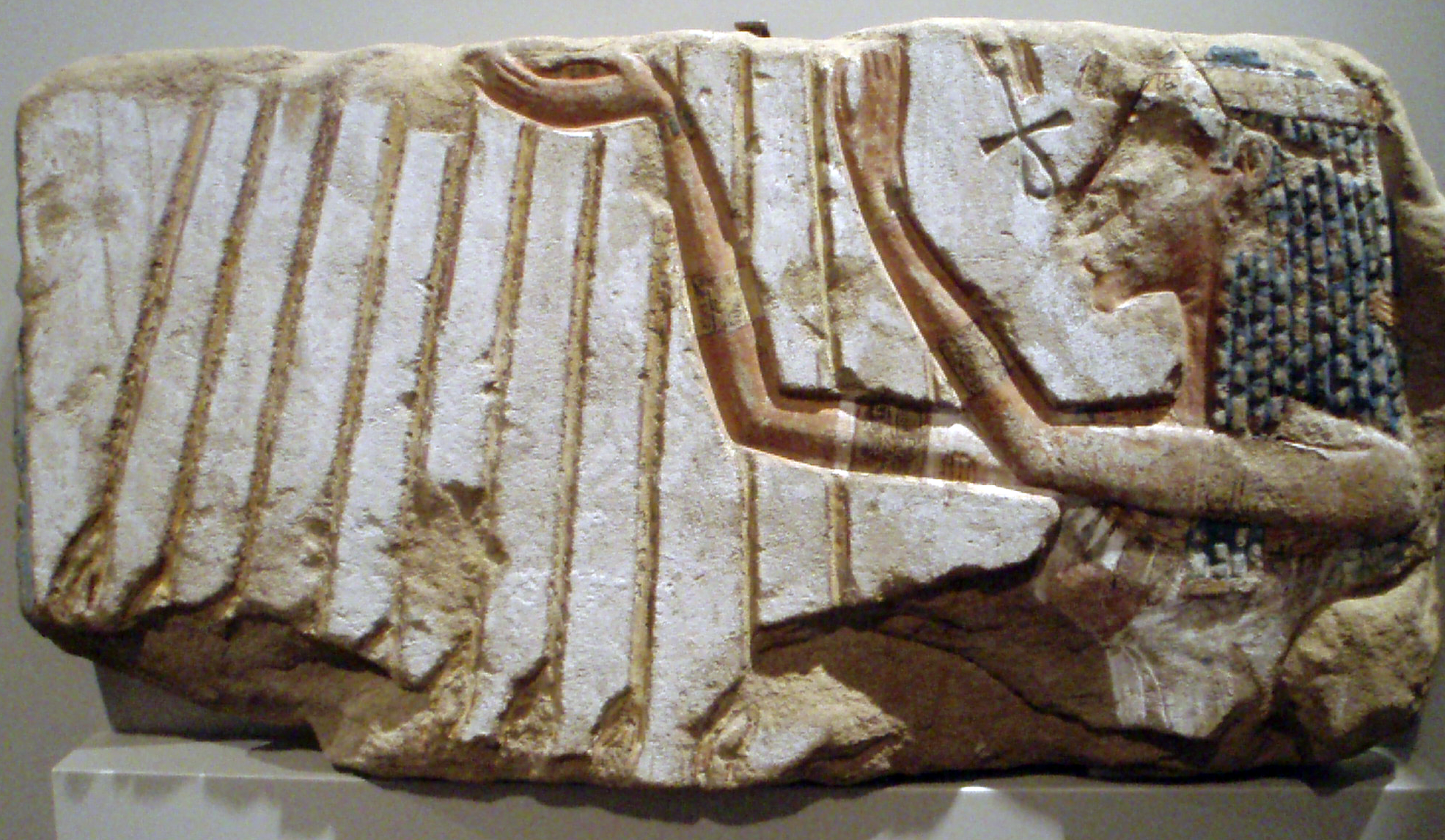
Nofertiti Atonnak áldoz (egy talatáton látható kép)

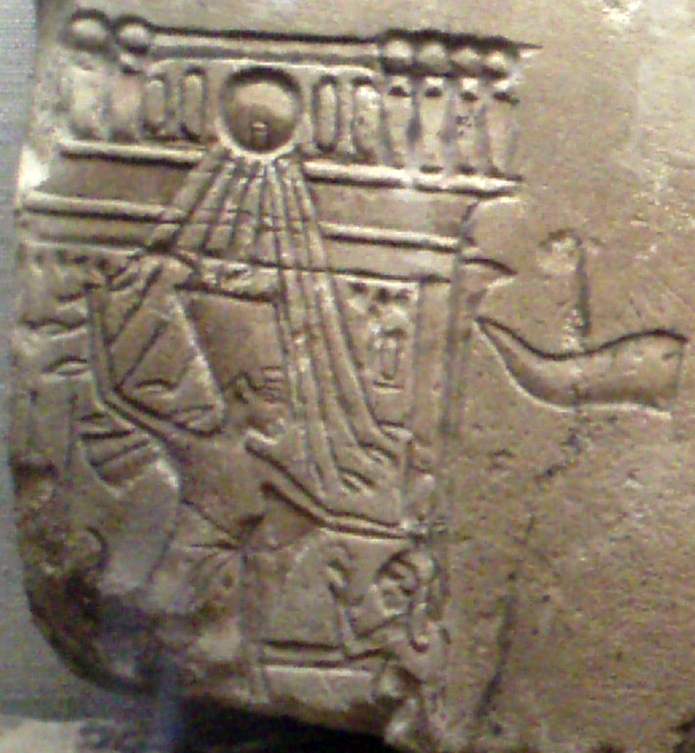
Nofertiti foglyokra sújt le

Nofertiti férje uralkodása alatt rendkívül fontos szerepet töltött be, már-már társuralkodóként állt Ehnaton mellett. A királynéi szerep jelentőségének növekedése már III. Amenhotep uralkodása alatt is megfigyelhető volt, mikor Tije nagy királyi hitvest olyan jelenetekben ábrázolták, amilyen korábban csak uralkodó fáraónak járt – például szfinx alakban, amint lesújt ellenségeire –, egy szobron pedig férjével egyforma magasnak tűnt. Tije ábrázolása és neve rendszeresen feltűnt férjéé mellett, a királyné gyakorlatilag az istenített fáraó női megfelelője lett, és Szedeingában külön templomot emeltek a tiszteletére.
A királynéi befolyás erősödése és ennek hangsúlyozása folytatódott IV. Amenhotep uralkodása alatt is. A fáraó befejezetlenül maradt karnaki templomai közül az egyiket, a Hut-Benbent Nofertitinek szentelték, itt férje nincs is jelen a képeken, a királynét lánya, Meritaton kíséri. A templomok díszítésein a királynét rendkívül fontos szerepekben ábrázolják, ami arra utal, hogy a szertartásokon is jelentős szerepet töltött be: egyes ábrázolásokon ő is az ellenséget tiporja el vagy a „Maat bemutatása” szertartást végzi, amely a fáraónak azon szerepére utal, hogy fenntartja a rendet a világmindenségben. Nofertiti a teremtő isten női princípiumát jelképezte.
IV. Amenhotep uralkodásának 4. évében Ehnatonra változtatta a nevét, ezzel is mutatva elkötelezettségét reformjai iránt. Szintén még ezekben a korai években a királyné neve kiegészült, innentől kezdve Nofernoferuaton Nofertiti néven említik a feliratokon (a Nofernoferuaton, mely később a királyi pár negyedik lányának a neve is lett, azt jelenti: „Aton szépeinek szépe” vagy „Aton legszebbje”; a nofer egyébként egyaránt jelentett szépet és jót is.) Aton isten nevét a kartusban mindig úgy vésték, hogy a királynői státust jelző determinatívum mindig szembeforduljon vele, ami különös kegyet jelentett Nofertiti számára. A királyné nevét időnként egy helyett két kartusba írták, külön a Nofernoferuatont és külön a Nofertitit, ami megint csak megkülönböztetett jelentőségére utal, hiszen mindaddig csak a fáraóknak járt a kettős kartus, melybe külön írták uralkodói és személyes nevét. Ehnaton ezen kívül egy sor hangzatos címmel is felruházta feleségét: Nagy dicséretben álló; Nagy kegyben álló; A palota hatalmas úrnője; Tökéletes arcú; Gyönyörű, tollakkal ékes; Kinek hangja megörvendezteti a szívet; A Két Föld úrnője. A határkősztélék és az új vallás összefoglalásának tekinthető Aton-himnusz név szerint említi. Vallási jelentősége a régi, politeista hitben gyakori istentriádokra vezethető vissza, melyekből Ehnaton ötletet merített. Aton és a királyi pár a héliopoliszi teremtő istennek, Atumnak, és gyermekeinek, Su levegőistennek és Tefnut páraistennőnek feleltek meg; hat gyermekükkel együtt a héliopoliszi enneád amarnai változata teljessé vált.
Címek, melyeket viselt: Nagy királyi hitves (ḥm.t-nỉswt wr.t), Szeretett nagy királyi hitves (ḥm.t-nỉswt wr.t mrỉỉt=f), Szeretett fő királyi hitves (ḥm.t-nỉswt 3ˁ.t mrỉỉt=f), A Két Föld úrnője (nb.t-t3.wỉ), Alsó- és Felső-Egyiptom asszonya (ḥnwt-šmˁw-mḥw), Örökös hercegnő (ỉrỉỉ.t-pˁt), Nagy kegyben álló (wr.t-ḥzwt), A kegyelem úrnője, az édes szeretetű (nb.t-ỉm3.t bnr.t mrwt), Minden hölgy úrnője (ḥnwt ḥm.wt nb.w).

## Eltűnésének rejtélye

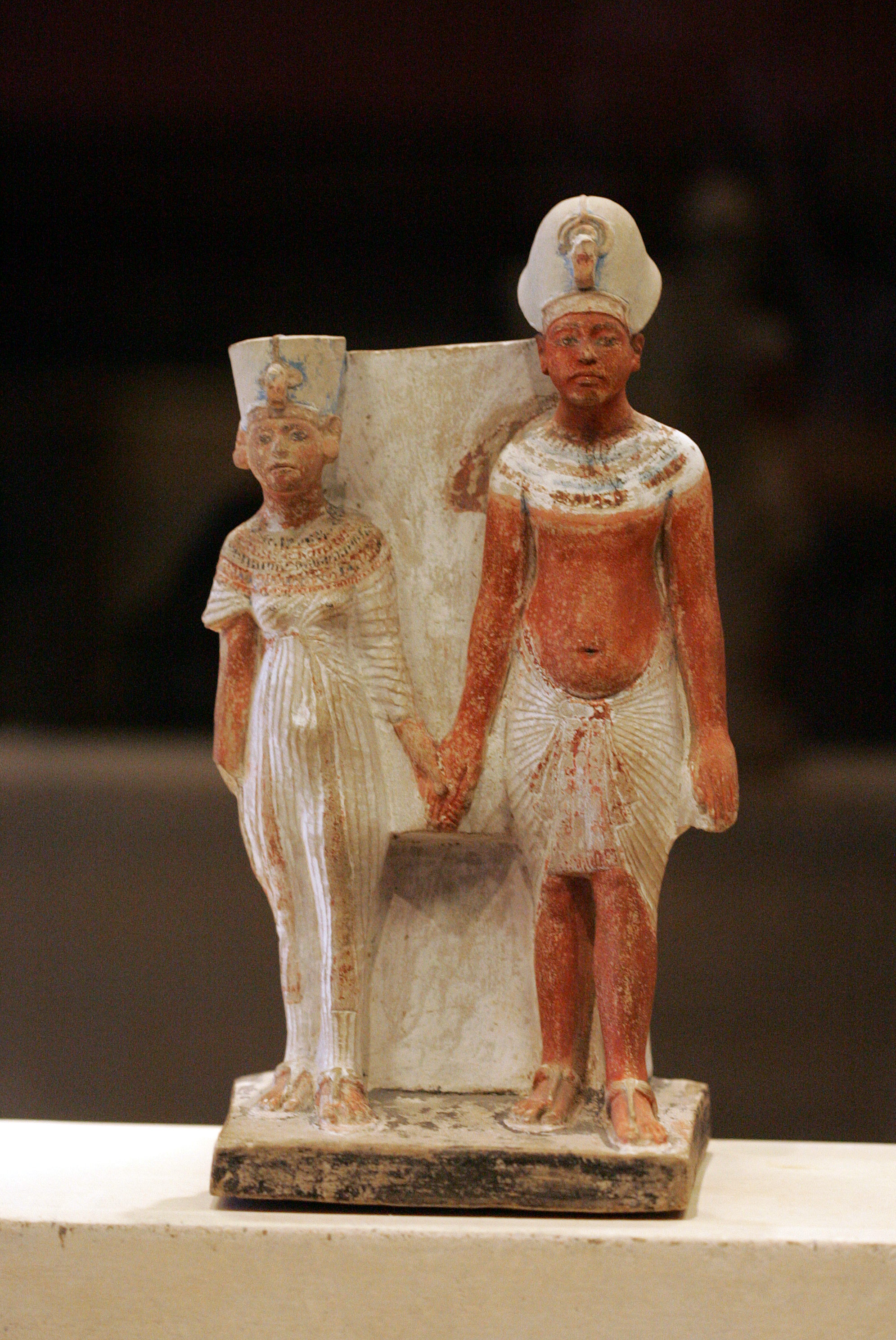
Ehnaton és Nofertiti

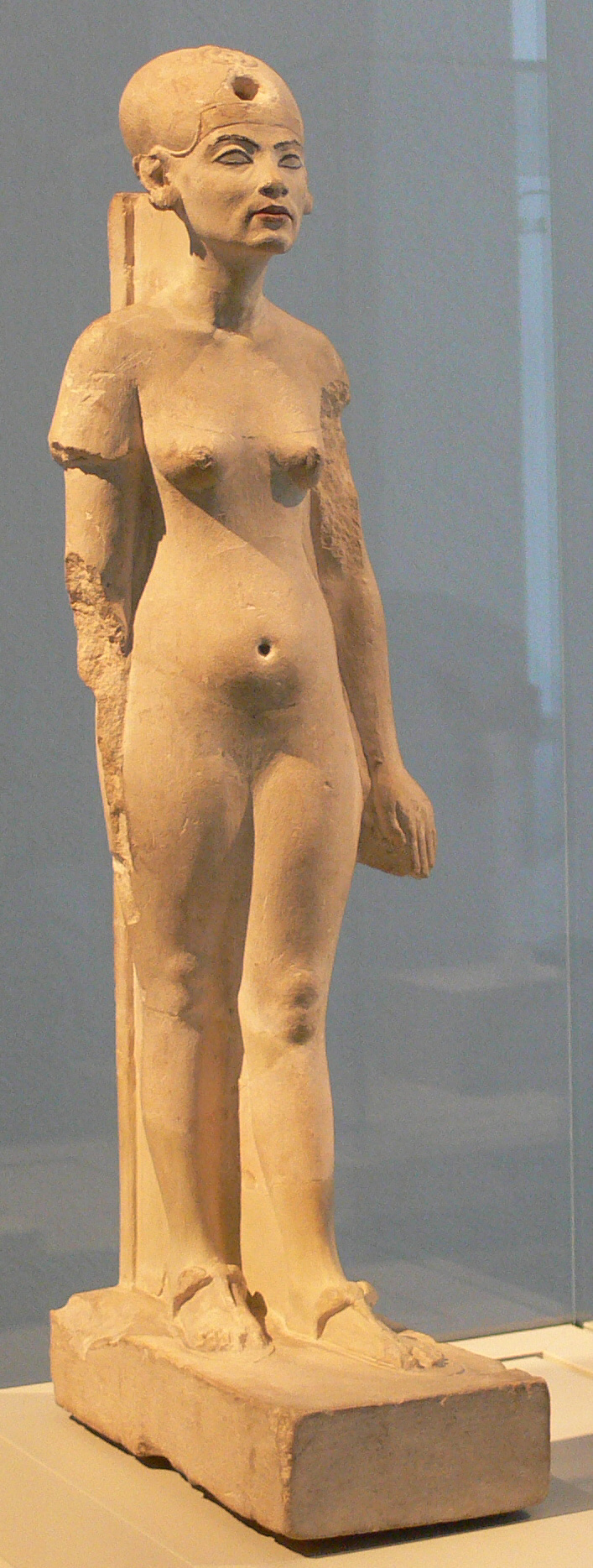
Nofertiti-szobrocska

Ehnaton uralkodásának 16. évében Nofertiti váratlanul eltűnik, nevét nem említik többé. Egyes feltételezések szerint ő is a járvány áldozatául esett, más elméletek szerint valamiért kiesett a fáraó kegyeiből, és egy kisebb palotában, az úgynevezett északi palotában élte le hátralévő életét. Régebben a kegyvesztés elméletét erősítette az a tény, hogy nevét több helyen (például az Ahet-Atonhoz tartozó üdülőben, a Maru-Aton palotában) mintha kivakarták és valamelyik lánya nevével helyettesítették volna; az újabb kutatások azt mutatják, a hercegnők neveivel nem Nofertiti, hanem Ehnaton másodfelesége, Kia nevét írták fölül.
Ehnaton mellett ugyanebben az időben feltűnik egymás után két társuralkodó, Nofernoferuaton és Szemenhkaré. Nofernoferuaton uralkodói neve, az Anhetheperuré Szemenhkaré uralkodói nevének az Anhheperurénak a női változata, ezért egy időben feltételezték, hogy ugyanarról a személyről van szó, és talán Nofertiti lett férje társuralkodója, majd férfiként ábrázoltatta magát, ahogy egykor Hatsepszut. Három sztélét szokás felhozni fő bizonyítékként. Az egyik az ún. Társuralkodás-sztélé, egy feliratos mészkőtábla, melyet hét töredékből rekonstruáltak, és ma a londoni Petrie Múzeumban van. Ez eredetileg Ehnatont, Nofertitit és Meritatont ábrázolta, később Nofertiti nevét felülírták Anhheperuré Nofernoferuaton nevével, Meritatonét pedig Anheszenpaatonéval.
A másik két sztélé Berlinben található, mindkettő befejezetlen, a neveket nem írták be a kártusokba. Az egyik két koronás fáraót ábrázol meghitt ölelésben; korábban Ehnaton homoszexualitásának bizonyítékaként látták, de az, hogy csak három kártus szerepel, fáraóra és királynéra utal. A másik berlini sztélé is két személyt ábrázol, Ehnatont és az egyedi koronája alapján jól azonosítható Nofertitit, a három üresen maradt kártus mellé azonban – jól láthatóan utólag – egy negyediket is bevéstek; az érvelés szerint ez a királyné társuralkodóvá válását jelenti, mert két kártusba írt név csak uralkodóknak járt ki.
Azt, hogy a két társuralkodó két különböző személy, arra alapozzák, hogy Nofertiti usébtijeinek feliratai alapján királynéként halt meg, nem fáraóként, így nem tűnik valószínűnek, hogy ő lett volna a társuralkodó. Ezek a tárgyak azonban nem biztos, hogy usébtik, lehetnek fogadalmi szobrocskák is. Akik szerint két különböző személyről van szó, azok szerint az egyikük Szemenhkaré, Meritaton férje, másikuk pedig Nofernoferuaton, aki a királyi család egy még azonosítatlan nőtagja.
Egy feltételezés szerint Nofertiti írta Ehnaton halála után azokat a leveleket I. Szuppiluliumasz hettita királynak, amelyek fennmaradtak a hattuszaszi udvarban, és amelyekben Egyiptom özvegy királynéja, „Dahamunzu” hettita herceget kér férjéül, mert nincs utódja. A leggyakoribb feltételezés szerint azonban lánya, Anheszenamon írta a leveleket férje, Tutanhamon halála után, ő ugyanis valóban utód nélkül halt meg, míg Ehnaton és Szemenhkaré halála után még élt az ifjú Tutanhaton, a leendő Tutanhamon fáraó. Arra, hogy Nofertiti lehetett a szóban forgó királyné, az utal, hogy Tutanhamon temetésére – a sírjában talált virágmaradványokból ítélve – február vége és március közepe közt kerülhetett sor, a hettita király azonban évkönyveik tanúsága szerint ősszel kapta meg a levelet. Ehnaton valamikor 17. uralkodási évének vége felé, ősszel halhatott meg, mert az ebben az évben szüretelt bor korsóin még említik. Az Amarna-levelek egyike (EA170) az Amka elleni katonai beavatkozást említi, feltehetőleg ugyanazt, amit a hettita évkönyvek is; ez is arra utal, Nofertiti írta a leveleket, mert amikor Anheszenamon megözvegyült, az amarnai levéltár már rég nem volt használatban.

## Mellszobra

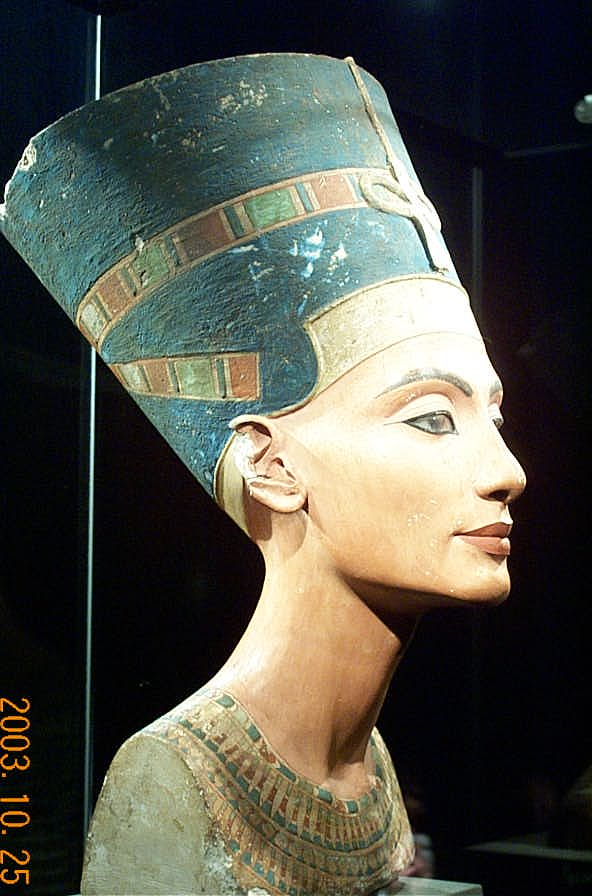
Nofertiti mellszobra

Nofertiti mellszobra, melyet egy Thotmesz nevű szobrász készített, az ókori egyiptomi művészet egyik legismertebb alkotása. Feltehetőleg későbbi szobrokhoz és képekhez készült modellnek, hogy a királynénak ne kelljen mindig modellt állnia.
A szobrot a Ludwig Borchardt vezette német régészek találták meg 1912-ben, és – máig nem teljesen tisztázott körülmények között – Németországba vitték, sokáig a berlini Altes Museum őrizte, de 2009 októberétől visszakerült régi helyére, az időkőzben újjáépített a Neues Museumba. Egyiptom többször kísérletet tett a szobor visszaszerzésére, de a német múzeum 2007-ben még kölcsön sem adta egy egyiptomi kiállításra, azzal az indokkal, hogy túl törékeny az utazáshoz.
Nofertiti szobra látható Al-Minya kormányzóság zászlajában. Ma ennek a tartománynak a területén található az ókori Ahet-Aton városa.

2009 márciusában a szobron komputertomográfiás vizsgálatokat végeztek, és megállapították, hogy a stukkóbevonat alatt található eredeti szobor kevésbé idealizált arcvonásokat mutat, arccsontjai alacsonyabban fekszenek, orrán kis dudor van, szája szélén ráncok. Mindeddig úgy tartották, a stukkóréteg csak vékony bevonat és nem módosított magán a szobron. Dr. Alexander Huppertz, a vizsgálatot végző német tudóscsapat vezetője szerint „a változtatások némelyike kedvező, némelyike kedvezőtlen”.

## Kísérletek múmiája azonosítására

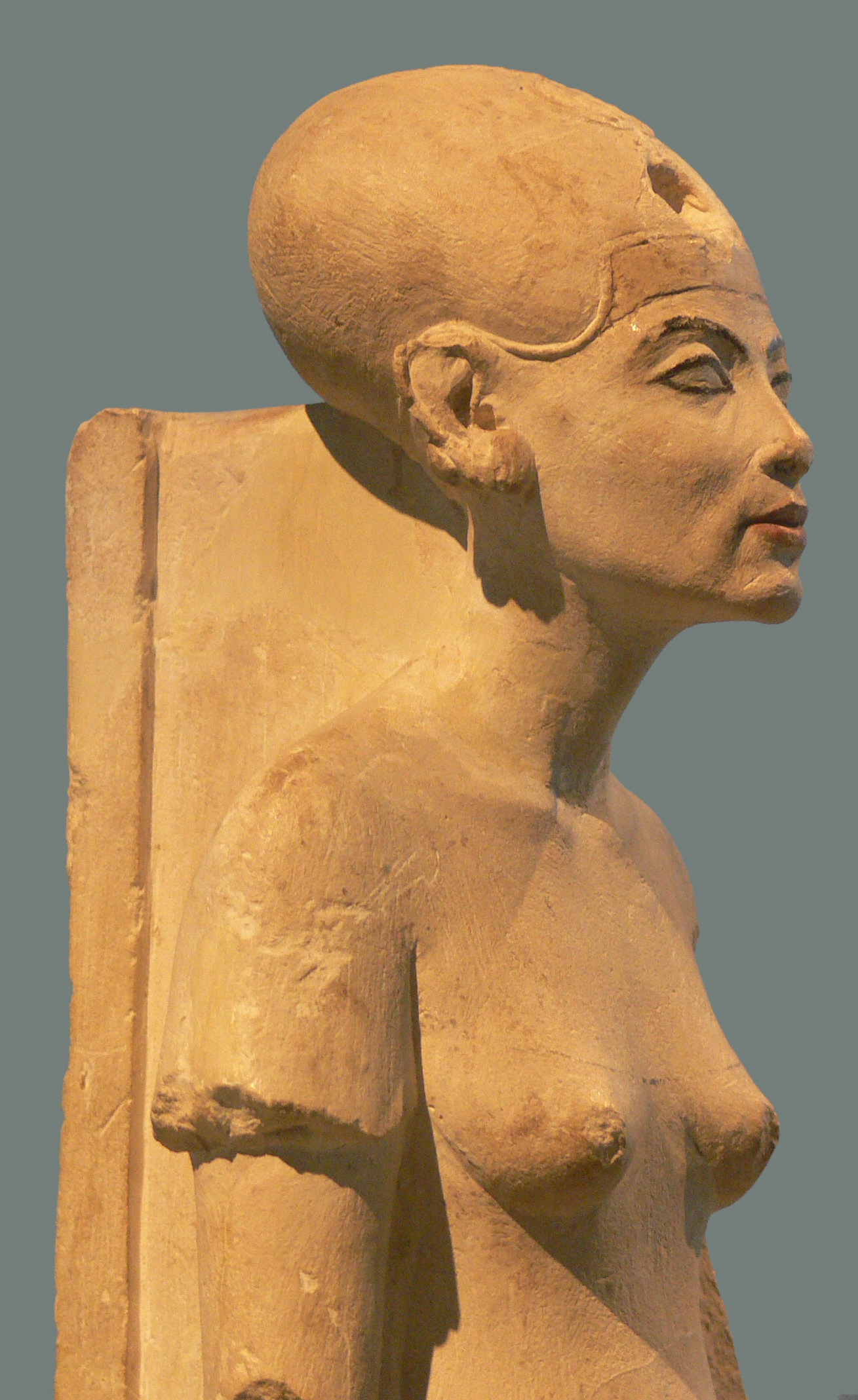
Nofertiti megnyúlt koponyaábrázolással. Neues Museum, Berlin

Nofertiti múmiáját sosem találták meg, de kísérlet történt már beazonosítatlan múmia Nofertitiként történő azonosítására. 2003. június 9-én Joann Fletcher brit régész bejelentette feltételezését, mely szerint a Királyok völgye 35. számú sírban talált három múmia – egy később Tije királynéként azonosított idős hölgy, egy fiatalabb nő és egy fiú múmiája – közül a fiatalabbik női múmia Nofertitié. Marianne Luban egyiptológus egy 1999-ben az interneten közölt cikkében már felvetette ugyanezt az elméletet, melyet ugyanazokra a tényekre alapozott, mint Fletcher.
Fletcher, aki támogatta az elképzelést, mely szerint Nofertiti azonos volt Szemenhkaréval, a Discovery Channel finanszírozásával megvizsgálta a kérdéses múmiát. A balzsamozószerek összetétele és a koponyában hagyott agy alapján a múmiáról megállapítható, hogy XVIII. dinasztia korabeli; parókája olyan stílusú, amilyet Nofertiti viselt. Úgy tűnik, még az ókorban megszentségtelenítették – karját letörték, melynek oka az lehetett, hogy eredetileg fáraóhoz illő testtartásban temették el, mindkét karját keresztbe fektetve mellkasán, később azonban egyik karját letörték, és a test mellé fektették, hogy királynéhoz illő testtartásban – csak az egyik karját a mellkasára helyezve – feküdjön.
A legtöbb egyiptológus, köztük Kent Weeks és Peter Locavara nem tartotta elegendőnek a Fletcher által felhozott bizonyítékokat. Ők úgy gondolták, DNS-vizsgálat nélkül képtelenség azonosítani egy múmiát, és mivel Nofertiti szüleinek kiléte bizonytalan, gyermekei múmiáját pedig még nem találták meg, lehetetlen pontosan azonosítani. A közvetett bizonyítékok, mint a hajstílus – ami meglehetősen divatos volt abban az időben – vagy a kar helyzete nem elegendőek, a keresztbe fektetett karok Fletcher állításával ellentétben nemcsak a fáraókra, hanem a királyi család más tagjaira is jellemzőek lehettek, a test közelében talált paróka nem biztos, hogy éppen ahhoz a személyhez tartozott, a múmia megszentségtelenítésének okairól pedig legjobb esetben is csak találgatni lehet. Ezenkívül a XVIII. dinasztia Egyiptom egyik leghatalmasabb és leghosszabb ideig uralkodó dinasztiája volt, és egy azonosítatlan női múmia kétszáz év királynéi és hercegnői közül bármelyiké lehet.
A múmia korát és nemét illetően is kétségek merültek fel Zahi Hawass, az Egyiptomi Régészeti Hivatal elnöke részéről. Hawass 2003. június 12-én már kijelentette, hogy nem tartja elegendőnek a Fletcher által felsorolt érveket, a Reuters szerint augusztus 30-án kijelentette, biztos abban, hogy az illető múmia nem is nőnemű, valamint hogy dr. Fletcher ásatási engedélyét visszavonja, amíg nem tisztázták a helyzetet a Yorki Egyetemmel, melynek Fletcher dolgozik. (Hawass egyébként egymásnak ellentmondó állításokat is tett a múmia nemével kapcsolatban.) Hawass ezután CT-vizsgálatok alapján Tutanhamon feltételezett anyjával, Kiával azonosította a múmiát. Végül a 2010-ben publikált, a késő XVIII. dinasztiabeli múmiákon végzett DNS-vizsgálatok bebizonyították, hogy a múmia Ehnaton egy testvéréé, aki Tutanhamon anyja volt.
A KMT magazin egyik cikke az ún. Idősebb hölgy múmiáról feltételezte, hogy talán Nofertiti teste, annak alapján, hogy a múmia egyes vizsgálatok alapján harmincas vagy negyvenes éveiben halt meg, arca pedig hasonlít Nofertiti szobraira. Erről a múmiáról azonban valószínűbb volt, hogy Tije királynéé, és 2010-ben bebizonyosodott, hogy ez a feltételezés helyes.

## Külső hivatkozások
- Berlin, Altes Museum, Egyiptomi gyűjtemény – Nofertiti mellszobrának egykori helye (ma a Neues Museumban)
- Discovery Channel: Nefertiti Resurrected
- Touregypt: Queen Nefertiti